# Bengraf József
Bengraf (több említésben Bengráf) József (Neustadt an der Saale, 1745. július 20. – Pest, 1791. június 6.) német származású zeneszerző.

## Élete
1784-től Pesten Pospischl József utódaként a Belvárosi templom karnagya és orgonistája.
Főleg egyházi műveket komponált.
A korai verbunkos stílus képviselője. Magyar stílusban írt kompozícióit a verbunkos műfaj legkorábbi nyomtatott emlékei közt tartjuk számon; a legelső ismert darab az ő 1784-ben megírt Ballet Hongrois-a.

## Művei
- 30 mise, 7 requiem, 12 motetta, 2 Alleluja, 2 Confiteor, Te Deum, 8 templomi ária, Missa pro Defunctis[4]
- Trois Divertissements pour le Clavecin Seul avec un Ballet Hongrois (verbunkos, Bécs, 1784)[4]
- XII Magyar Tántzok Klávikordiumra valók (verbunkos, Bécs, 1790 k)[4]
- XII Liedern beym Clavier zu Singen (Pest, 1784)[4]
- 6 vonósnégyes[4]
- Kirchenmusik abgesungen im evang. Bethause...[4]

### Művei
- Six quartets; szerk. Sas Ágnes; MTA ZTI, Budapest, 1986 (Musicalia Danubiana)